# SM UC-12
Le SM UC-12 (ou Unterseeboot UC-12) est un sous-marin allemand (U-Boot) de type UC I mouilleur de mines utilisé par la Kaiserliche Marine pendant la Première Guerre mondiale.

## Conception
Sous-marin allemand de type UC I, le SM UC-12 a un déplacement de 168 tonnes en surface et de 183 tonnes en immersion. Il avait une longueur totale de 33,99 m, une largeur de 3,15 m, et un tirant d'eau de 3,04 m. Le sous-marin était propulsé par un moteur diesel Daimler-Motoren-Gesellschaft à six cylindres et quatre temps, produisant 90 chevaux-vapeur (66 kW), un moteur électrique produisant 175 chevaux-vapeur (129 kW) et un arbre d'hélice. Il était capable de fonctionner à une profondeur de 50 mètres.
Le sous-marin avait une vitesse maximale en surface de 6,20 nœuds (11,48 km/h) et une vitesse maximale en immersion de 5,22 nœuds (9,67 km/h). Lorsqu'il est immergé, il peut parcourir 50 milles nautiques (93 km) à 4 nœuds (7,4 km/h) ; lorsqu'il fait surface, il peut parcourir 780 milles nautiques (1 440 km) à 5 nœuds (9,3 km/h). Le SM UC-12 était équipé de six tubes de mines de 100 centimètres, douze mines UC 120 et une mitrailleuse de 8 millimètres. Son équipage était composé de quatorze à dix-neuf membres.
Le SM UC-12 a été commandé le 23 novembre 1914 comme le douzième d'une série de 15 navires de type UC I (numéro de projet 35a, attribué par l'Inspection des navires sous-marins), dans le cadre du programme de guerre d'expansion de la flotte. Les cinq derniers navires de ce type, dont l'UC-12, ont été construits dans le chantier naval A.G. Weser à Brême. Le chantier naval a estimé la durée de construction du navire à 5-6 mois.

## Affectations
- U-Flottille Pola du 27 juin 1915 au 16 mars 1916

## Commandement
Kaiserliche Marine
- Oberleutnant zur See (Oblt.) Cäsar Bauer du 23 avril 1915 au 11 août 1915
- Kapitänleutnant (Kptlt.) Karl Palis du 12 août 1915 au 20 août 1916
- Oberleutnant zur See (Oblt.) Eberhard Fröhner du 17 juin 1916 au 26 juin 1916

Regia Marina
- Tenente di vascello Aldo Castellani - date: ?
- Tenente di vascello Mario Viotti - date: ?

## Patrouilles
Le SM UC-12 a réalisé 7 patrouilles pendant son service actif.

## Navires coulés
Les mines posées par le SM UC-12 ont coulé 6 navires marchands pour un total de 3 289 tonneaux au cours des 7 patrouilles qu'il effectua.
| Date            | Nom               | Nationalité      | Tonnage | Destin |
| --------------- | ----------------- | ---------------- | ------- | ------ |
| 16 février 1916 | Memphis           | Marine nationale | 2 382   | Coulé  |
| 21 février 1916 | Marechiaro        | Regia Marina     | 412     | Coulé  |
| 23 février 1916 | Monsone           | Regia Marina     | 249     | Coulé  |
| 26 février 1916 | HMD Lily Reaich   | Royal Navy       | 88      | Coulé  |
| 3 mars 1916     | HMD Boy Harold    | Royal Navy       | 74      | Coulé  |
| 8 mars 1916     | HMD Enterprise II | Royal Navy       | 84      | Coulé  |

## Destin
Le SM UC-12 a servi avec la flottille de Pola basée à Cattaro dans l'Adriatique. Il a opéré en tant que poseur de mines, et a effectué sept patrouilles dans ce rôle. Les mines posées par l'UC-12 ont fait couler six navires. L'un d'eux, le Marechiaro italien, coulé le 21 février 1916, était classé comme navire-hôpital et a coulé avec plus de 200 victimes. Comme l'Allemagne n'était pas en guerre avec l'Italie à ce stade, bien que l'Autriche le soit, l'UC 12, comme d'autres sous-marins allemands en Méditerranée, opérait sous pavillon austro-hongrois sous le nom de SM U-24.
Le 12 mars, le navire a quitté sa base avec pour mission d'ériger un champ de mines dans la baie de Tarente. Le 16 mars 1916, le navire a coulé avec tout son équipage, détruit par l'explosion de sa propre mine dans la zone de la base italienne de Tarente à la position géographique de 40° 27′ N, 17° 11′ E.
Regia Marina
L'épave du navire, qui gisait à 31 mètres de profondeur à 1 700 mètres du rivage, a été brisée en deux parties lors de l'explosion. Quelques jours après le naufrage, il a été examiné par des plongeurs italiens, puis relevé à l'aide d'un ponton-grue automoteur, l'opération s'est terminée début avril 1916. Le navire a été mis en cale sèche à l'Arsenal royal de Tarente, où sa construction a été examinée. L'étude de l'épave permet l’identification du sous-marin, qui était la preuve que l'Empire allemand menait une action hostile contre l'Italie sous le couvert du pavillon de son allié. Le fait de savoir que l'Allemagne, techniquement leur allié, minait assidûment leurs bases navales a contribué à la décision de l'Italie, le 27 août 1916, de déclarer la guerre à l'Allemagne. 
Mis en cale sèche à l'arsenal de Tarente, les deux sections ont été examinées par le colonel du Corpo del genio navale (Corps du génie naval) Curio Bernardis (l'un des principaux concepteurs de sous-marins de la Regia Marina) qui les a jugées en bon état et de nature à permettre une reconstruction du sous-marin. En fait, toute la coque centrale et la coque avant, y compris la tourelle, et sept mètres de la section arrière étaient intacts et réparables.
Le 13 avril 1917, le navire est accepté à la Regia Marina sous le nom de X 1,. Le navire faisait partie du 1er Escadron de navires sous-marins, basé à Venise. 
Le 20 mai 1918, le navire sous le commandement du Tenente di vascello (Lieutenant de vaisseau) Aldo Castellani a effectué une mission de combat, en érigeant un champ de mines près de l'île de Lussino. De juillet à octobre, le X 1 a participé aux opérations de pose de mines qui ont suivi, érigeant des barrages au large de la côte dalmate. Après la signature de la trêve entre l'Italie et l'Autriche-Hongrie à la Villa Giusti aux environs de Padoue dans le faubourg de Mandria. le 3 novembre 1918, une unité sous le commandement du capitaine Mario Viotti a participé à l'occupation de la ville de Buje.
Le navire a été retiré du service le 1er mai 1919, puis mis au rebut.